# یک لحظه (فیلم)
یک لحظه (انگلیسی: One Second) فیلمی در ژانر درام به کارگردانی ژانگ ییمو است که در سال ۲۰۱۹ منتشر شد.